# Ramanujan-Thetafunktion
Die Ramanujan-Thetafunktion ist eine infinitesimalanalytische elliptische Funktion. Sie wurde nach dem indischen Mathematiker Srinivasa Ramanujan benannt. Und sie stellt einen Allgemeinfall für die Jacobische Theta-Nullwert-Funktion dar.

## Definition
Die ramanujansche Thetafunktion ist definiert durch
{\displaystyle f(a,b)=\vartheta _{R}(a,b)=\sum _{n=-\infty }^{\infty }a^{n(n+1)/2}\;b^{n(n-1)/2}=\sum _{n=-\infty }^{\infty }a^{\bigtriangleup (n)}\;b^{\bigtriangleup (n-1)},}
wobei {\displaystyle |ab|<1} vorausgesetzt wird. {\displaystyle \Delta (n)={\tfrac {n(n+1)}{2}}} bezeichnet hier die {\displaystyle n}-te Dreieckszahl.

## Identitäten

### Summenidentitäten und Produktidentitäten
Es gilt {\displaystyle f(a,b)=f(b,a)} (die Funktion ist symmetrisch in den beiden Variablen). Für die ersten Terme ergibt sich:
{\displaystyle f(a,b)=\vartheta _{R}(a,b)=1+a+b+\sum _{n=1}^{\infty }(ab)^{\bigtriangleup (n)}(a^{n+1}+b^{n+1})}
So lauten hiermit die ersten Summanden dieser Reihe:
{\displaystyle f(a,b)=1+a+b+ab(a^{2}+b^{2})+{(ab)}^{3}(a^{3}+b^{3})+{(ab)}^{6}(a^{4}+b^{4})+\cdot \cdot \cdot }
Mit dem q-Pochhammer-Symbol {\displaystyle (a;q)_{n}} drückt sich die ramanujansche Thetafunktion so aus:
{\displaystyle f(a,b)=(-a;ab)_{\infty }\;(-b;ab)_{\infty }\;(ab;ab)_{\infty }=\prod _{m=0}^{\infty }\left(1+a(ab)^{m}\right)\,\left(1+b(ab)^{m}\right)\,\left(1-(ab)^{m+1}\right)}
was äquivalent zum Jacobi-Tripelprodukt ist. Für den Spezialfall
{\displaystyle f(-q,-q^{2})=\sum _{n=-\infty }^{\infty }(-1)^{n}q^{n(3n-1)/2}=(q;q)_{\infty }=\prod _{n=1}^{\infty }(1-q^{n})}
ergibt sich aus dem Jacobi-Tripelprodukt der Pentagonalzahlensatz. Manchmal wird {\displaystyle f(-q,-q^{2})=f(-q)} geschrieben. Die Funktion ist eng mit der Dedekindschen η-Funktion verbunden und ihr Kehrwert die erzeugende Funktion für Partitionen.

### Integralidentitäten
Die Ramanujansche Thetafunktion kann über Integrale ausgedrückt werden:
{\displaystyle f(a,b)=\vartheta _{R}(a,b)=1+{\frac {2a}{\sqrt {\pi }}}\int _{0}^{\infty }\exp(-x^{2}){\biggl \{}{\frac {1-a{\sqrt {ab}}\cos {\bigl [}{\sqrt {-2\ln(ab)}}\,x{\bigr ]}}{1-2a{\sqrt {ab}}\cos {\bigl [}{\sqrt {-2\ln(ab)}}\,x{\bigr ]}+a^{3}b}}{\biggr \}}\,\mathrm {d} x\,+}
{\displaystyle +\,{\frac {2b}{\sqrt {\pi }}}\int _{0}^{\infty }\exp(-x^{2}){\biggl \{}{\frac {1-b{\sqrt {ab}}\cos {\bigl [}{\sqrt {-2\ln(ab)}}\,x{\bigr ]}}{1-2b{\sqrt {ab}}\cos {\bigl [}{\sqrt {-2\ln(ab)}}\,x{\bigr ]}+ab^{3}}}{\biggr \}}\,\mathrm {d} x}
Die kanadische Mathematikerin Maxie Schmidt aus der Universität Georgia erforschte die Integralidentitäten der Ramanujanschen Thetafunktion. In ihrem Werk Square Series Generating Function Transformations behandelte sie die Integraldarstellungen modulärer und nicht modulärer elliptischer Funktionen.

### Nevillesche Thetafunktion
Die Ramanujansche Thetafunktion kann mit Hilfe der Nevillesche Thetafunktion {\displaystyle \theta _{d}} dargestellt werden:
{\displaystyle f(a,b)=\vartheta _{R}(a,b)=\exp {\biggl [}-{\frac {\ln(a\div b)^{2}}{8\ln(ab)}}{\biggr ]}\vartheta _{00}({\sqrt {ab}}\,)\,\theta _{d}{\bigl [}{\frac {1}{4}}\ln(a\div b)\vartheta _{00}({\sqrt {ab}}\,)^{2};\psi _{H}({\sqrt {ab}}\,)^{4}{\bigr ]}}
Und umgekehrt gilt damit diese Formel für die genannte Nevillesche Thetafunktion und kann als Definition dieser Funktion herangezogen werden:
{\displaystyle \theta _{d}(z;k)={\bigl (}{\frac {\pi }{2}}{\bigr )}^{1/2}K'(k)^{-1/2}\exp {\biggl [}-{\frac {\pi \,z^{2}}{4\,K(k)\,K'(k)}}{\biggr ]}\vartheta _{R}{\biggl \{}\exp {\biggl [}\pi \,{\frac {z-K(k)}{K'(k)}}{\biggr ]};\exp {\biggl [}\pi \,{\frac {-z-K(k)}{K'(k)}}{\biggr ]}{\biggr \}}}
Der Vorfaktor vor dem Produkt aus gezeigter Exponentialfunktion und Ramanujanscher Thetafunktion in dieser Formel ist gleich dem Kehrwert der Quadratwurzel aus dem reduzierten K-Integral des Pythagoräischen Komplementärmoduls, des oft mit k' gekennzeichneten Moduls. Das vollständige standardisierte K-Integral vom Pythagoräisch komplementären Modul k' stimmt selbst mit dem Ausdruck K'(k) überein, welches als komplementäres K-Integral gilt. Die hier gezeigte Exponentialfunktion stellt bezüglich der Variable {\displaystyle z} aus dem linken Klammereintrag des Nevilleschen Theta eine Gaußsche Glockenkurvenfunktion dar. Und in diesem Exponentialterm stehen der elliptische Modul und der Pythagoräische Komplementärmodul zueinander symmetrisch. Das Produkt der beiden Klammereinträge von dem genannten Abschnitt des Ramanujanschen Theta ergibt exakt das Quadrat des Komplementären Elliptischen Nomens in dieser Formel. Mit dem Begriff Komplementäres Elliptisches Nomen wird exakt folgende Funktion ausgedrückt:
{\displaystyle q'(k)=q_{1}(k)=\exp {\bigl [}-\pi \,K(k)\div K'(k){\bigr ]}}
Im Gegensatz dazu ist das ursprüngliche elliptische Nomen so definiert:
{\displaystyle q(k)=\exp {\bigl [}-\pi \,K'(k)\div K(k){\bigr ]}}

### Theta-Nullwert und Ramanujansche Psifunktion
Weitere Spezialfälle sind die Ramanujansche {\displaystyle \varphi }-Funktion und Ramanujans {\displaystyle \psi }-Funktion, welche jedoch auf keinen Fall mit den gleichnamigen Hermiteschen elliptischen Funktionen φ und ψ verwechselt werden dürfen!
Für die Ramanujansche {\displaystyle \varphi }-Funktion gilt diese Formel:
{\displaystyle \varphi (q)=\vartheta _{00}(q)=f(q,q)=\sum _{n=-\infty }^{\infty }q^{n^{2}}={\frac {(-q;q^{2})_{\infty }(q^{2};q^{2})_{\infty }}{(-q^{2};q^{2})_{\infty }(q;q^{2})_{\infty }}}={\frac {(-q;-q)_{\infty }}{(q;-q)_{\infty }}}=1+2q+2q^{4}+2q^{9}+2q^{16}+2q^{25}+....}
Mit ϑ₀₀ wird die Hauptfunktion unter den Jacobischen Thetafunktionen bezeichnet. Sie ist als sogenannte Nullwert-Funktion mit der Ramanujanschen {\displaystyle \varphi }-Funktion exakt identisch. Wenn als das eingetragene Nomen hier direkt die standardisierte elliptische Nomenfunktion {\displaystyle q(k)} eingesetzt wird, dann lässt sich der entstehende Wert direkt mit dem vollständigen elliptischen Integral erster Art K darstellen:
{\displaystyle \varphi [q(k)]=\vartheta _{00}[q(k)]=f[q(k),q(k)]=\vartheta _{R}[q(k),q(k)]={\biggl [}{\frac {2}{\pi }}\,K(k){\biggr ]}^{1/2}}
Und für Ramanujans ψ-Funktion gilt die folgende Formel:
{\displaystyle \psi (q)=f(q,q^{3})=\sum _{n=0}^{\infty }q^{n(n+1)/2}={\frac {(q^{2};q^{2})_{\infty }}{(q;q^{2})_{\infty }}}}

### Jacobische Thetafunktionen
Die Jacobische Thetafunktion ergibt sich als:
{\displaystyle \vartheta (w,q)=f(qw^{2},qw^{-2})=\sum _{n=-\infty }^{\infty }q^{n^{2}}\,w^{2n}}
mit {\displaystyle q=e^{\pi i\tau }}, {\displaystyle w=e^{\pi iz}}, so dass sich die übliche Darstellung ergibt:
{\displaystyle \vartheta (z;\tau )=\sum _{n=-\infty }^{\infty }\exp(\pi in^{2}\tau +2\pi inz)}